# Proprioseiopsis amplus
Proprioseiopsis amplus är en spindeldjursart som först beskrevs av Wainstein 1983.  Proprioseiopsis amplus ingår i släktet Proprioseiopsis och familjen Phytoseiidae. Inga underarter finns listade i Catalogue of Life.